# (3918) Brel
(3918) Brel (1988 PE1) – planetoida z grupy pasa głównego asteroid okrążająca Słońce w ciągu 3,36 lat w średniej odległości 2,24 j.a. Odkryta 13 sierpnia 1988 roku.